# Edward Lachman
Pour les articles homonymes, voir Lachman.
Edward Lachman, né le 31 mars 1948 à Morristown (New Jersey), est un directeur de la photographie et réalisateur américain.

## Carrière
Au cinéma, Edward Lachman débute comme directeur de la photographie sur Les Mains dans les poches, sorti en 1974. À ce jour, il contribue à une soixantaine de films (dont des courts métrages), majoritairement américains — auxquels s'ajoutent des films étrangers ou des coproductions — et entre autres musicaux. Au sein de cette filmographie figurent plusieurs documentaires, dont trois réalisés par Wim Wenders.
Parmi ses films notables apparaissent Recherche Susan désespérément de Susan Seidelman, Colère en Louisiane de Volker Schlöndorff, Virgin Suicides de Sofia Coppola, Erin Brockovich, seule contre tous de Steven Soderbergh ou encore Import/Export d'Ulrich Seidl.
Du côté de la réalisation, il réalise le film Ken Park avec Larry Clark et dont il dirige aussi la photographie en 2002.
À la télévision, il agit directeur de la photographie, en particulier dans la mini-série Mildred Pierce de Todd Haynes, diffusée en 2011.
Au cours de sa carrière, Edward Lachman obtient de nombreuses distinctions, dont une nomination à l'Oscar de la meilleure photographie pour le film Loin du paradis (2003) et Le Comte (2023).

## Filmographie partielle

### Au cinéma
- 1974 : Les Mains dans les poches (The Lords of Flatbush) de Martin Davidson et Stephen Verona
- 1977 : La Soufrière  (Warten auf eine unausweichliche Katastrophe) de Werner Herzog (documentaire allemand)
- 1977 : L'Ami américain (Der Amerikanische Freund) de Wim Wenders
- 1977 : La Ballade de Bruno (Stroszek) de Werner Herzog
- 1978 : Le Roi des gitans (King of the Gypsies) de Frank Pierson
- 1979 : Meurtres en cascade (Last Embrace) de Jonathan Demme
- 1980 : Nick's Movie (Lightning Over Water) de Wim Wenders et Nicholas Ray
- 1980 : Union City de Marcus Reichert
- 1980 : Blank Generation d'Ulli Lommel
- 1981 : Et tout le monde riait (They All Laughed) de Peter Bogdanovich
- 1982 : Report from Hollywood de lui-même
- 1982 : Les Petites Guerres de Maroun Bagdadi
- 1984 : Docu Drama de Ronee Blakley et Wim Wenders
- 1985 : Tokyo-Ga de Wim Wenders
- 1985 : Recherche Susan désespérément (Desperately Seeking Susan) de Susan Seidelman
- 1985 : Une nuit de réflexion (Insignificance) de Nicolas Roeg
- 1986 : True Stories de David Byrne
- 1987 : Et la femme créa l'homme parfait (Making Mr. Right) de Susan Seidelman
- 1987 : Neige sur Beverly Hills (Less Than Zero) de Marek Kanievska
- 1987 : Colère en Louisiane (A Gathering of Old Men) de Volker Schlöndorff
- 1990 : The Local Stigmatic de David F. Wheeler
- 1990 : Une trop belle cible (Catchfire) de Dennis Hopper
- 1991 : London Kills Me d'Hanif Kureishi
- 1991 : Mississippi Masala de Mira Nair
- 1992 : Light Sleeper de Paul Schrader
- 1993 : Dark Blood de George Sluizer
- 1995 : Rêves de famille (My Family) de Gregory Nava
- 1997 : Touch de Paul Schrader
- 1997 : Selena de Gregory Nava
- 1998 : Ménage à quatre (Why Do Fools Fall in Love) de Gregory Nava
- 1999 : L'Anglais (The Limey) de Steven Soderbergh
- 1999 : Virgin Suicides (The Virgin Suicides) de Sofia Coppola
- 2000 : Erin Brockovich, seule contre tous (Erin Brockovich) de Steven Soderbergh
- 2000 : Docteur T et les Femmes (Dr. T and the Women) de Robert Altman
- 2001 : Sweet November de Pat O'Connor
- 2002 : Simone (S1m0ne) d'Andrew Niccol
- 2002 : Ken Park de Larry Clark et lui-même
- 2002 : Loin du paradis de Todd Haynes
- 2004 : Stryker de Noam Gonick
- 2006 : The Last Show (A Prairie Home Companion) de Robert Altman
- 2006 : The Music of Regret de Laurie Simmons
- 2007 : Import/Export d'Ulrich Seidl
- 2007 : Hounddog de Deborah Kampmeier
- 2007 : I'm Not There de Todd Haynes
- 2009 : Life During Wartime de Todd Solondz
- 2010 : Howl de Rob Epstein et Jeffrey Friedman
- 2012 : Paradis : Amour (Paradies : Liebe) d'Ulrich Seidl
- 2012 : Paradis : Foi (Paradies : Glaube) d'Ulrich Seidl
- 2013 : Paradis : Espoir (Paradise : Hoffnung) d'Ulrich Seidl
- 2015 : Carol de Todd Haynes
- 2017 : Wonderstruck (Le musée des merveilles) de Todd Haynes
- 2019 : Dark Waters de Todd Haynes
- 2023 : Le Comte de Pablo Larraín
- 2024 : Maria de Pablo Larraín

### À la télévision

#### Série télévisée
- 1989 : American Playhouse (The Little Sister) de Jan Egleson

#### Mini-série
- 2011 : Mildred Pierce de Todd Haynes

## Distinctions

### Récompenses
- Mostra de Venise 2002 : Prix Osella pour la meilleure contribution technique pour Loin du paradis
- Festival Camerimage 2002 : Grenouille d'argent pour Loin du paradis
- Festival Camerimage 2007 : Grenouille de bronze pour I'm Not There
- New York Film Critics Circle Awards 2015 : Meilleure photographie pour Carol

### Nominations
- Oscars 2003 : meilleure photographie pour Loin du paradis
- Oscars 2024 : meilleure photographie pour Le Comte
- Oscars 2025 : meilleure photographie pour Maria